# Roca Grossa (Montferrer i Castellbò)
La Roca Grossa és una muntanya de 1.897 metres que es troba entre els municipis de les Valls de Valira i de Montferrer i Castellbò, a la comarca de l'Alt Urgell.